# File batch
In informatica, e in particolare nella terminologia di DOS e Windows, un file batch è un file di testo che contiene una sequenza di comandi per l'interprete di comandi del sistema, solitamente command.com o cmd.exe.

## Introduzione
Il file batch viene eseguito dall'interprete dei comandi mandando in esecuzione i comandi elencati nel file uno dopo l'altro, nello stesso ordine in cui compaiono nel file. Il concetto di file batch è analogo a quello di shell script per i sistemi Unix e infatti può essere considerato un rudimentale linguaggio di scripting, anche se i costrutti di controllo di flusso a disposizione sono veramente pochi: if, for e goto.
I comandi batch di MS-DOS devono avere estensione .bat per essere riconosciuti come tali dal sistema operativo, mentre i sistemi NT (Windows NT/2000/XP/Vista/7 e successivi) accettano anche l'estensione .cmd.
Un particolare e noto file batch è AUTOEXEC.BAT perché viene eseguito automaticamente all'avvio di tutti i sistemi operativi basati su MS-DOS.
I comandi utilizzabili sono tutti quelli disponibili per il prompt di sistema e si dividono in due categorie:
- comandi interni, come cd per cambiare la cartella di lavoro o dir per elencarne il contenuto. Alcuni di essi sono specifici proprio per i file batch, avendo ben poco o nessun senso se utilizzati direttamente dal prompt dei comandi per un singolo comando.
- comandi esterni, come format o chkdsk.

### Comandi interni
I comandi interni sono sempre disponibili senza accedere al disco perché integrati all'interno dell'interprete dei comandi.
Ecco alcuni comandi interni:
- dir
- call
- chcp
- ren o rename
- del o erase
- type
- rem
- copy
- pause
- date
- time
- ver
- vol
- cd o chdir
- md o mkdir
- rd o rmdir
- break
- verify
- set
- prompt
- path
- exit
- echo
- goto
- shift
- if
- for
- cls
- lh o loadhigh

Alcuni comandi interni introdotti con Windows 95:
- start
- lfnfor
- truename
- lock
- unlock

### Comandi esterni
I comandi esterni sono file di estensione .exe, .com o gli stessi file con estensione .bat o .cmd, che possono essere usati come comandi e chiamati (senza bisogno di scrivere l'estensione: scrivere diskcopy o diskcopy.com dà lo stesso risultato; esiste comunque una precedenza nel caso di file con nomi uguali ma estensioni diverse).
Ecco alcuni comandi esterni:
- robocopy.exe
- diskcopy.com
- edit.com
- mode.com
- more.com
- sys.com
- attrib.exe
- chkdsk.exe
- debug.exe
- deltree.exe
- fc.exe
- find.exe
- label.exe
- mem.exe
- move.exe
- net.exe
- nlsfunc.exe
- shutdown.exe
- sort.exe
- subst.exe
- xcopy.exe
- xcopy32.exe

Per avere informazioni su questi comandi, digitare da cmd.exe il comando stesso seguito da /?, per esempio: xcopy /?

## Esempi
- Hello world: stampa a video della scritta "Hello world!"

```
@
echo
 Hello world!

pause

```

- Effetto Matrix

```
@
echo
 off

color
 02

:
SCROLLR

echo
 
%random%
 
%random%
 
%random%
 
%random%

goto
 
SCROLLR

```

- spegnimento computer dopo 30 secondi

```
shutdown -s

```

- Creazione di un menù

```
@
echo
 off

title
 Opinione su Wikipedia

cls

color
 9E

:
RICHIESTA

echo
.

echo
 Che cosa pensi di Wikipedia?

echo
 1. Grandiosa.

echo
 2. Così così.

echo
 3. Esci

echo
.

set
 
/p
 
"Scelta=Scegli un'opzione e premi il tasto Invio: "

cls

IF
 
"
%Scelta%
"
==
"1"
 
GOTO
 
UNO

IF
 
"
%Scelta%
"
==
"2"
 
GOTO
 
DUE

IF
 
"
%Scelta%
"
==
"3"
 
GOTO
 
TRE

color
 CF

echo
.

echo
 Scelta non valida: premi un tasto compreso tra 1 e 3.

echo
.

echo
 Premi un tasto per continuare...

pause
 
>
 nul

cls

color
 9E

goto
 
RICHIESTA

:
UNO

echo
.

echo
 Anche per me!

goto
 
TRE

:
DUE

echo
.

echo
 Prova a dare un'occhiata ai progetti analoghi a questo indirizzo:

echo
 http://it.wikipedia.org/wiki/Wikimedia_Foundation#Progetti

echo
.

echo
 Premi un tasto per aprire Wikipedia...

pause
 
>
 nul

cls

echo
.

echo
 Apertura di Wikipedia in corso...

start
 http://it.wikipedia.org/wiki/Wikimedia_Foundation#Progetti

cls

:
TRE

echo
.

echo
 Ciao.

echo
.

echo
 Premi un tasto per uscire...

pause
 
>
 nul

exit
 /b

```